# Brązy z Riace
Brązy z Riace – dwie datowane na V wiek p.n.e. greckie rzeźby przedstawiające dwóch nagich wojowników. Obecnie znajdują się w zbiorach Museo Nazionale della Magna Grecia w Reggio di Calabria.
Rzeźby zostały odkryte przypadkowo w 1972 roku przez mężczyznę nurkującego ok. 300 metrów od wybrzeży Riace na południu Półwyspu Apenińskiego. Spoczywające na głębokości 8 metrów statuy trafiły na dno przypuszczalnie w wyniku sztormu podczas transportowania ich na pokładzie statku. Po wydobyciu rzeźby poddano renowacji i zaprezentowano na wystawach we Florencji i Rzymie. W 1981 roku trafiły do muzeum w Reggio di Calabria.
Wykonane z brązu posągi mają około 2 metrów wysokości. Przedstawiają dwóch nagich, brodatych wojowników o atletycznej budowie. Mężczyźni różnią się fryzurami i długością bród, a także wiekiem. Pierwotnie mieli na głowach hełmy, w rękach trzymali zaś włócznie i tarcze. Pochodzenie rzeźb i identyfikacja postaci są przedmiotem sporów. Przypuszczalnie zostały zagrabione przez Lucjusza Mummiusza z podbitej w 146 roku p.n.e. Hellady, jako miejsce możliwej ich pierwotnej lokalizacji wskazuje się Ateny, Olimpię, Delfy lub Lokri. Autorstwo przypisywano Fidiaszowi, Myronowi, Onatasowi, Alkamenesowi i Polikletowi. Przedstawionych mężczyzn identyfikuje się jako atletów (zwycięzców olimpijskiego biegu w zbroi) bądź mitycznych herosów, być może z czasów wojny trojańskiej.